# Дендрохидрологија
Дендрохидрологија (од речи dendro, дрво и грч. υδρολογία; ύδωρ+λόγος, хидрологиа — „наука о води“) је наука која користи дендрохронологију (која користи анализу годова на дрвету да би се успоставила хронологија) за истраживање и реконструкцију хидролошких процеса, као што су ток реке и нивои прошлих језера.
У наредних неколико деценија, побољшано знање о еко-физиолошким контролама раста дрвета и нове методе развоја хронологије прстенова (годова) дрвећа  омогућиће дендрохронолошки записи да постану део модела малих вододелница навикли да управљају водним ресурсима. Како дендрохидрологија достиже своју пуну вредност и препознатљивост у наредних 40 година, менаџери вода ће схватити да се историјске информације могу користити да дефинишу очекивани опсег варијабилности, укључујући и најгоре сценарије, за вођење оперативне стратегије суочене са екстремном неизвесношћу у будућности. Генерално, до 2050 ће постати јасно у више области примењене науке да прошлост не треба напустити и занемарити.

## Опште информације
Дендрохидрологија пружа тачне методе за проучавање дугорочне хидролошке варијабилности на регионалним скалама. Постоји знатна литература и скуп знања, који потврђују вредност хидролошких реконструкција на основу прстенова дрвећа како би се уочили обрасци дугорочне хидролошке варијабилности. Студије примене обухватају:
- анализу суше,
- анализу климатских екстрема,
- периодичност ретких хидролошких феномена,
- регионалну међузависност услова површинске влаге и,
- пробабилистичку анализу кључних хидроклиматских варијабли као што су отицање, падавине и температура.[4]

Вероватна анализа укључује својства дистрибуције, анализу трајања фреквенције, озбиљност догађаја и просторну варијабилност хидролошких индикатора.
Један од најважнијих догађаја у дендроклиматологији у последњих 20 година било је успостављање широке мреже скупова података о прстеновима дрвећа и повезаних климатских реконструкција. Ово је омогућило да велики начини климатске варијабилности буду ограничени у времену и простору, дајући дугорочну перспективу о најважнијим регионалним обрасцима циркулације и разумевање како варијабилност ових режима може бити повезана са факторима присиле.

## Примена
Дендрохидрологија је анализа и примена записа о прстеновима дрвећа која се користи у хидролошким студијама. Као поддисциплина модерне науке о прстеновима дрвећа, дендрохидрологија је започела да се примењује у западном делу Северне Америке са нагласком на коришћењу временских серија ширине прстенова дрвећа за проширење мерних записа речног отицања.
Како је увид у варијабилност слатководних ресурса  критичан за одрживу воду и управљања, користили су се записи раста добијени од дуговечних врста дрвећа кроз релативно кратке (< 200 година) инструменталне временске серије, на пример:
- ток,
- падавине,
- влага у земљишту,
- еквивалент снежне воде,
- Палмеров индекс озбиљности суше,
- стандардизовани индекс падавина,
- поплаве,
- нивои језера.

Софистициране статистичке методе показале сусе веома ефикасне у формирању дендрохидролошки записи за један до два реда величине дужи од постојећих инструменталних података, чиме се генерише низ сценарија који раније нису били доступни управитељима вода. 
Поред тога, ове дуге временске серије пружају довољно велики узорак суве и влажне епизоде мултиваријантни стохастички модели које могу бити погодне за процену вероватноћа озбиљних догађаја са одређеним трајањем, магнитудом, врхунцем или њиховим међусобним комбинацијама.
Опсежан преглед дендрохидрологије, може се повезати са врстом, количином и временом падавина, прекорачењем температурног прага, и времом и амплитудом евапотранспирационе (ЕТ) стопе, све у интеракцији у границама локалних карактеристика тла, топографије, и динамике промена.
Најочигледнији будући изазов (и прилика за) дендрохидрологију је географски: јер стабла погодна за реконструкцију прошлих процеса нису једнообразно дистрибуирана. Идентификовање нових локација за узорковање и развој додатне евиденције ће остати стална активност дендрохидрологије. У ствари, упркос бројним претњама старим шумама (природно пропадање, болести, шумски пожари, сеча, ширење ванградских насеља, итд.), број супрадугих хронологија прстенова дрвећа наставља да расте последњих година, чак и у веома насељеним подручјима Европе.
Будући еко-хидролошки модели за мале сливове ће открити како фактори пејзажа као што су промене коришћења земљишта, шумски пожари, инвазије врста или геоморфни процеси (нпр. клизишта) могу довести до промена хидролошких варијабли, посебно отицање потока, независно од климе. Различити сценарији се могу симулирати у модел водног биланса који користи прокси падавине и/или температуру из годишње или сезонски решене палеорекорде (као што су прстенови дрвећа), а такође укључује параметри који узимају у обзир промене у циклусу воде које настају услед модификација у режиму пожара, испаши, вегетацијском покривачу, топографским карактеристикама итд.
Овај приступ је такође способан да користи записе у облику прстена за реконструкцију више од једног хидролошку променљиву у исто време, јер може истовремено да процени вишеструку променљиву компоненте циклуса воде.
Коначно, употреба процеса вођена дендрохидрологија на малим сливовима би олакшала пренос информација између климатских научника и менаџера вода.